# Commutació Q
La commutació Q (en anglès Q-switching), també coneguda com a commutació del factor de qualitat o formació de polsos gegants, és una tècnica per aconseguir que un làser emeti polsos de llum en lloc d'un feix continu. La tècnica permet la generació de polsos amb una gran potència de pic (de l'ordre del gigawatt), una potència molt superior a la que es podria obtenir amb el mateix làser funcionant en mode continu. En comparació amb la tècnica de sincronització de modes (mode-locking), amb la commutació Q s'obtenen ritmes de repetició dels polsos molt menors, energies de pols molt més altes i durades de pols molt més llargues. A vegades s'apliquen ambdues tècniques a la vegada. La tècnica fou descoberta cap a 1962 per R. W. Hellwarth i F. J. McClung amb una cel·la Kerr en un làser de robí.